# Joachim Oertel
Joachim Oertel (* 27. Juni 1970 in Hannover) ist ein deutscher Neurochirurg. 

## Ausbildung
Er studierte Medizin von 1989 bis 1996 an der Medizinischen Hochschule Hannover, im Januar 1998 folgte die Approbation als Arzt. Die Facharztweiterbildung zum Neurochirurgen erfolgte an der Medizinischen Hochschule Hannover sowie dem Universitätsklinikum der Ernst-Moritz-Arndt-Universität in Greifswald. 

## Berufliche Laufbahn
In den folgenden Jahren war J. Oertel in der Klinik für Neurochirurgie des Nordstadt-Krankenhauses Hannover tätig, nach Erhalt der Venia legendi für das Fach Neurochirurgie 2005 als Oberarzt. Er war hier weitere 3 Jahre als leitender Oberarzt und stellvertretender Klinikdirektor tätig, wechselte 2008 ebenfalls als leitender Oberarzt und stellvertretender Klinikdirektor an die Klinik für Neurochirurgie der Johannes-Gutenberg-Universität Mainz. Er leitete die Klinik kommissarisch im Frühjahr und Sommer 2009. Auch 2009 wurde er zum außerplanmäßigen Professor für Neurochirurgie an der Medizinischen Hochschule Hannover ernannt. Seit Dezember 2010 ist J. Oertel Klinikdirektor der Klinik für Neurochirurgie des Universitätsklinikum des Saarlandes und geschäftsführender Professor für Neurochirurgie an der Universität des Saarlandes. Er ist hier zudem Leiter des universitären neuroonkologischen Zentrums des Universitätsklinikum des Saarlandes.
Oertel ist Mitglied einer Vielzahl neurochirurgischer Fachgesellschaften weltweit. Seit 2021 ist er Präsident der International Society for Minimally Invasive Spine Surgery (ISMISS). Er ist Mitglied des Spine Committee der World Federation of Neurosurgical Societies (WFNS) und Treasurer der World Spinal Column Society. Seit 2021 ist er Vorsitzender des Landesverbandes Saarland des Verbands der leitenden Krankenhausärztinnen und -ärzte e.V. in Deutschland (VLK). 
Der Schwerpunkt seiner klinischen Tätigkeit liegt in der Entwicklung und Anwendung minimal-invasiver Operationstechniken mit besonderem Schwerpunkt in der Wirbelsäulenchirurgie sowie Schädelbasis- und Tumorchirurgie. 
Sein wissenschaftlicher Fokus liegt auf der Neuroendoskopie und Tumorforschung. J. Oertel hält mehrere Patente zu minimal invasiven Operationstechnologien und Operationsinstrumenten. Sein Schriftenverzeichnis umfasst über 150 Originalpublikationen, 5 Monographien und über 30 Buchbeiträge. J. Oertel erhielt zahlreiche nationale und internationale Auszeichnungen, unter denen die Ehrenmitgliedschaft der Pakistanischen Neurochirurgischen Gesellschaft sowie die Ginde Oration des Bomba Hospital Trust 2020 und die Shah-Bhagwati Endoskullbase Oration 2022 besonders hervorzuheben sind.